# Danh sách loài của ngành Vetulicolia

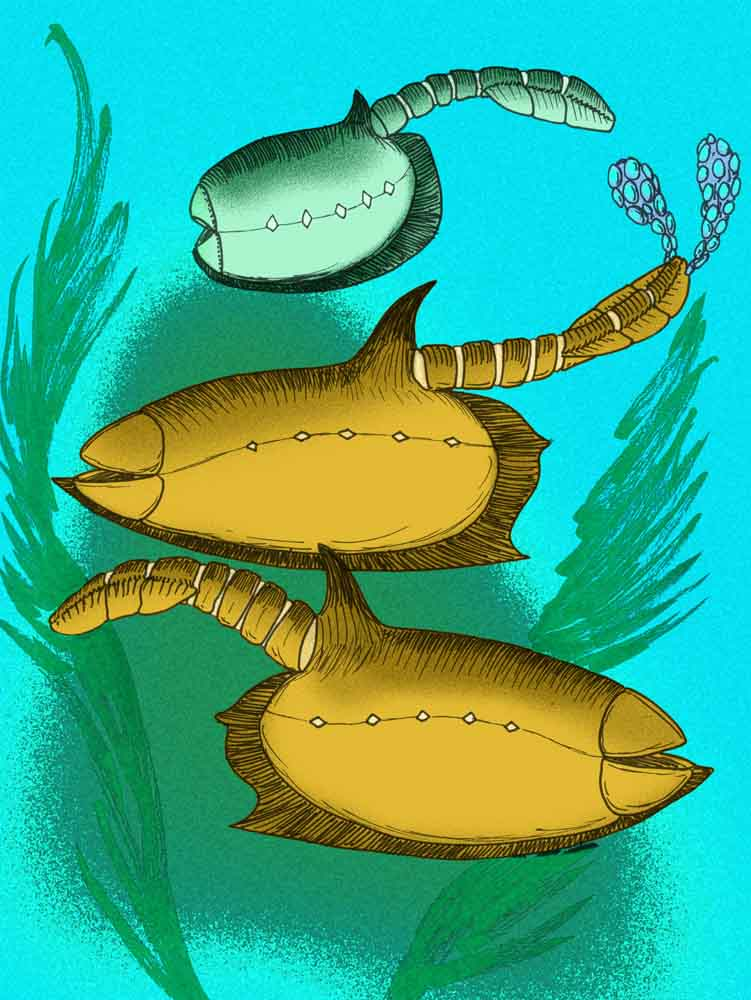
Vetulicola cuneata

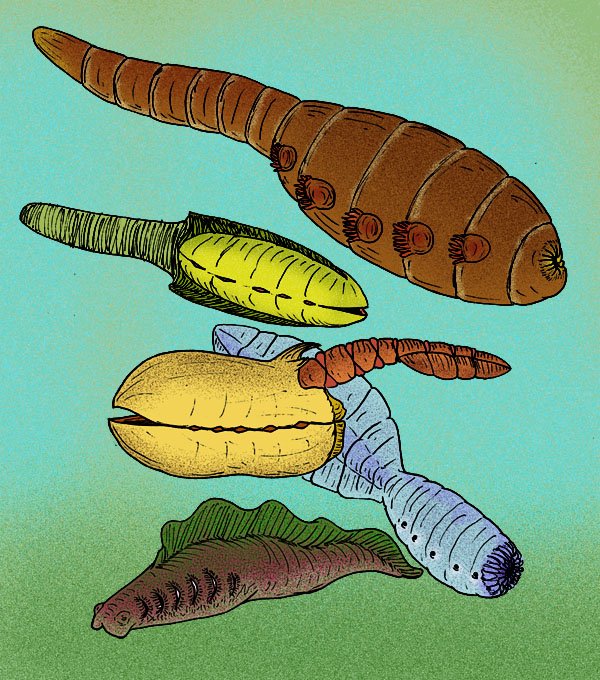
một số đại diện của ngành Vetulicolia

Các loài của ngành Vetulicolia phân bố rộng rãi nhất là tại Trung Quốc và Úc tại Đá phiến Vịnh Emu. Từ năm 1911 đến năm 2021, các nhà động vật học và các nhà cổ sinh vật học đã đề xuất các loài của ngành Vetulicolia như phần dưới đây.

## Danh sách các loài
- Shenzianyuloma yunnanense[2] McMenamin, 2019
- Banffia episoma Conway Morris & Selden, 2015
- Nesonektris aldridge García-Bellido và cộng sự, 2014
- Ooedigera peeli Vinther và cộng sự, 2011
- Vetulicola longbaoshanensis Yang et al., 2010
- Vetulicola monile Aldridge et al., 2007
- Vetulicola gangtoucunensis Lou et al., 2005
- Beidazoon venustum Shu, 2005
- Skeemella clavula Briggs et al., 2005
- Yuyuanozoon magnificissimi [3] Chen, Feng, Ma, Li, 2003
- Didazoon haoae[4] Shu & Han, 2001
- Heteromorphus longicaudatus Luo & Hu et al., 1999
- Vetulicola rectangulata Luo & Hou, 1999
- Pomatrum ventralis Lou & Hu; Lou và cộng sự, 1999
- Vetulicola cuneata[5] Hou, 1987
- Banffia constricta Walcott,